# Chaos Overlords
Chaos Overlords est un jeu vidéo de stratégie au tour par tour qui se déroule dans un monde cyberpunk ; il a été développé par Stick Man Games et publié en 1996 par New World Computing pour Windows et Mac OS.

## Ambiance
En 2046, l'industrie privée prend progressivement le contrôle de gouvernements ruinés. En 2050, les gouvernements ont fusionné en une seule corporation, la World United Solidarity (WUS) ; la corruption devient galopante, la censure muselle les populations, et des politiques de prohibition des drogues, des armes, et de la pornographie sont mises en place.
Plusieurs barons du crime commencent à fournir ce qui manque à la population et tentent d'imposer leurs règles. Le joueur incarne l'un de ces criminels et il va devoir se tailler une place…

## Système de jeu
Le système ressemble à celui d'un jeu de plateau ; chaque tour contient les phases suivantes :
1. paiement des gangs ;
2. passage d'ordres (déplacements, attaques, corruption, dénonciations, recrutement, etc.) ;
3. exécution des ordres ;
4. mise en jeu du gang recruté ;
5. élimination des joueurs (conditions variables en fonction de l'objectif choisi).

Les valeurs des caractéristiques, des bonus, et des malus, correspondent généralement à un nombre de dés à 6 faces ; lors du lancer, chaque 5 ou 6 est comptabilisé comme un succès. Les valeurs positives et les bonus sont indiqués en vert, les valeurs négatives et les malus sont en rouge (un cout marqué en vert rapporte donc de l'argent).

### Début de partie
Le joueur choisit les conditions de victoire de la partie, la couleur et l'avatar qui le représenteront, et le niveau de l'intelligence artificielle qui remplacera les éventuels joueurs humains absents (une partie se déroule toujours avec 6 joueurs) ; il y a dix conditions de victoire différentes (élimination des adversaires, gagner un maximum d'argent en un temps limité, conquérir les quartiers généraux adverses, etc.).
Le quartier général de chaque joueur est alors placé de façon aléatoire sur le plateau de jeu, et le joueur reçoit une certaine somme d'argent ainsi qu'un gang d'hommes de main.

### Plateau de jeu
Le plateau de jeu représente une ville composée de 64 secteurs (grille carrée de 8 cases sur 8), qui contiennent chacun trois bâtiments définis de façon aléatoire.
Les finances du joueur dépendent du nombre de secteurs contrôlés, des revenus des bâtiments sous influence, du chaos propagé dans la cité, de la vente d'équipements, et de gangs spéciaux (hackers, banquiers, faussaires).
Les bâtiments contrôlés procurent divers bonus et malus aux gangs du joueur : les centres scientifiques favorisent les recherches mais coutent de l'argent, les usines vendent de l'équipement avec une remise de 30 %, les hôpitaux améliorent les chances de guérison des blessés, les stations de radio améliorent les chances de détection des ennemis infiltrés, etc.

### Gangs
Les gangs permettent au joueur d'agir. À chaque tour, s'il a assez d'argent, le joueur peut recruter un gang parmi trois proposés aléatoirement. Chaque gang possède :
- un niveau de puissance, variant de 0 (mort) à 10 (pleine forme) ;
- un niveau technologique ;
- des capacités de combat, défense, discrétion, détection ;
- des compétences pour propager le chaos, contrôler les secteurs, influencer les bâtiments, se soigner, et effectuer des recherches ;
- des compétences modifiant sa capacité de combat (force, arts martiaux, lames, mains nues, armes à feu).

Chaque gang peut être équipé d'une arme, d'une protection, d'un objet spécial ; le niveau de l'équipement ne peut être supérieur au niveau technologique du gang. Il n'y a pas non plus d'ordre à respecter pour étudier une nouveauté : un gang peut commencer des recherches sur tout objet de niveau technologique inférieur ou égal au sien.
Les capacités et les compétences agissent de façon cumulative quand des gangs de même obédience tentent de contrôler un secteur ou d'y répandre le chaos, ou tentent d'influencer des bâtiments, ou effectuent des recherches, ou essayent de détecter des ennemis cachés. Les gangs en pleine forme agissent plus efficacement que des gangs blessés (la puissance intervient dans presque tous les calculs).
Si le chaos propagé par les gangs dépasse le niveau de tolérance du secteur sur lequel ils opèrent, le secteur se soulève et aucun argent n'est obtenu. Si le secteur se soulève plusieurs fois de suite, la police intervient et tente d'éliminer tout le monde ; le secteur redevient neutre à la fin de l'intervention.

### Fin de partie
Après chaque victoire, les joueurs peuvent recevoir des distinctions dépendant de leurs performances :
- un crâne récompense qui a fait le plus de dégâts en combat ;
- un poing récompense qui a contrôlé le plus de secteurs déjà possédés par d'autres ;
- un dollar distingue le plus dépensier ;
- un coffre-fort distingue le plus avare ;
- et un gros poulet est attribué au joueur qui s'est le plus caché…

## Accueil
| Chaos Overlords       |      |       |
| Média                 | Pays | Notes |
| AllGame               | US   | 4/5   |
| Computer Gaming World | US   | 3.5/5 |
| GameSpot              | US   | 92 %  |
| Gen4                  | FR   | 3/5   |
| IGN                   | US   | 85 %  |
| Joystick              | FR   | 85 %  |
| Compilations de notes |      |       |
| Metacritic            | US   | 70 %  |